# داء لوبو
داء لوبو (اللوبومايكوزيس) هو عبارة عن عدوى فطرية تصيب الجلد. وعادة ما تظهر مع نتوءات في الجلد، وتورمات قوية، وآفات جلدية عميقة، أو أورام خبيثة.
سببها فطريات لاكازيا لوبوي (المعروفة سابقًا باسم لوبوا لوبوي). ينتقل المرض بشكل عام عن طريق الاتصال المباشر بالمياه الملوثة أو التربة أو الغطاء النباتي أو عن طريق الاتصال المباشر مع دولفين مصاب.
يشخص عن طريق تحديد لاكازيا لوبوي في الآفة.
يوجد هذا المرض عادة في البشر والدلافين قارورية الأنف، مع احتمال انتقال العدوى من نوع إلى آخر.
اكتشفه طبيب الجلدية البرازيلي خورخي لوبو. الأسماء الأخرى التي أُعطيت للمرض هي: داء الفطار الجدري، داء الأَفْرَامِي الأمازوني، الورم الحُبيبي الأُرْيمِيّ، ميرايب وبيرايب. تم وضع هذين الاسمين الأخيرين من قبل السكان الأصليين في منطقة الأمازون ويدلان على الحرق.

## العلامات والأعراض
المرض مستوطن في المناطق الريفية في أمريكا الجنوبية وأمريكا الوسطى. تحدث العدوى بشكل شائع بعد الخدوش الطفيفة أو لدغات الحشرات، لكن العديد من المرضى لا يتذكرون أي حادثة جلدية. لا يحدث انتقال المرض من إنسان إلى آخر، ولا ينتقل المرض إلا من البيئة. يتجلى المرض في شكل آفات عقيدية جدرية مزمنة على الأذنين أو الساقين أو الذراعين.
يشخص داء لوبو عن طريق أخذ عينة من الجلد المصاب (خزعة من الجلد) وفحصها تحت المجهر. تتميز لاكازيا لوبوي بسلاسل طويلة من الخلايا الكروية المترابطة بواسطة الأنابيب. يبدو أن الخلايا تشبه الخميرة ويبلغ قطرها من 5 إلى 12 ميكرومتر. لم تنجح محاولات استزراع اللاكازيا لوبوي حتى الآن.

## التشخيص

### التشخيص التفريقي
غالبًا ما يشخص المرض بشكل خاطئ على أنه إصابة بالبرعميات الملهبة للجلد أو الباراكوكسيديوديس البرازيلية نظرًا لتشابه الشكل بينهما.

## العلاج
يعد الاستئصال الجراحي أو الجراحة البردية (بالتبريد الشديد) هو العلاج المفضل. يعد العلاج بمضادات الفطريات غير فعال، ولكن قد عثر على استخدام الكلوفازيمين والدابسون في مرضى الجذام وداء لوبو لتحسين الحالة. استخدم نظام العلاج هذا، مع ما يصاحب ذلك من إيتراكونازول، لمنع النكس بعد الجراحة.

## حيوانات أخرى
تحدث الآفات في الدلافين على الزعنفة الظهرية، والرأس، والديدان المثقوبة، والسويقة. في يناير 2006، أبلغ عن وباء محتمل لداء لوبو في الدلافين في خليج النهر الهندي في فلوريدا.